# Ядерна фізика та енергетика (журнал)
«Ядерна фізика та енергетика» — науковий журнал Інституту ядерних досліджень Національної академії наук України, заснований у 2000 році. Журнал представляє публікації в галузі ядерної фізики, фізики високих енергій, атомної енергії, радіаційної фізики, фізики плазми, радіобіології, радіоекології, техніки та методів експерименту. Виходить українською та англійською мовами чотири рази на рік. Всі випуски журналу публікуються у вільному доступі на офіційному сайті. Журнал індексується міжнародними базами Scopus та Web of Science і має категорію «А» в Переліку наукових фахових видань України, до того ж журнал має ідентифікатор DOI.